# Campeonato Asiático de Hockey sobre Patines de 2010
El XIV Campeonato Asiático de Hockey sobre Patines se celebró en la ciudad taiwanesa de Kaohsiung entre el 25 y el 26 de julio de 2010 con la participación de tres Selecciones nacionales masculinas de hockey patines, dentro de los Campeonatos de Asia de Patinaje, junto a los respectivos campeonatos asiáticos de otras modalidades de este deporte.
En esta edición se disputó el campeonato en sus modalidades masculina y femenina.
El XIII Campeonato Asiático de Patinaje se celebró en Dalian a finales de 2009, si bien las competiciones en la modalidad de Hockey sobre patines se retrasaron hasta los primeros días de enero de 2010. Posteriormente la CARS decidió que en lo sucesivo los campeonatos se disputarían en los años pares, con lo cual el XIV Campeonato se celebró en Kaohsiung a finales de ese mismo año. Por esa razón dentro del año natural 2010 se disputaron dos campeonatos asiáticos de hockey sobre patines.

## Equipos participantes
Participaron tres de las selecciones nacionales que habían disputado el anterior campeonato de 2009, excepto la vigente campeona Macao.
| Japón (2)  |
| India (3)  |
| Taiwán (4) |

## Resultados
El campeonato se disputó en dos fases, la primera mediante sistema de liga a una vuelta entre todos los participantes, y la segunda mediante un partido final entre los dos primeros clasificados.

### Primera Fase
| Equipo | Pts | PJ | PG | PE | PP | GF | GC | DG  |
| ------ | --- | -- | -- | -- | -- | -- | -- | --- |
| Taiwán | 6   | 2  | 2  | 0  | 0  | 14 | 2  | 12  |
| Japón  | 3   | 2  | 1  | 0  | 1  | 2  | 3  | -1  |
| India  | 0   | 2  | 0  | 0  | 2  | 1  | 12 | -11 |

|        | TWN | JPN | IND  |
| ------ | --- | --- | ---- |
| Taiwán | –   | 3–1 | 11–1 |
| Japón  |     | –   | 1–0  |
| India  |     |     | –    |

### Final
| Japón | 3 | Taiwán | 1 |
| ----- | - | ------ | - |

## Clasificación final
| 1. Japón  |
| 2. Taiwán |
| 3. India  |